# 딱지 (의학)
딱지(crust)는 보통은 상피와 함께, 가끔은 세균 잔해가 섞여있는 마른 혈청이나 고름 또는 혈액이다. 혈액의 경우 상처가 아물면서 흘러나온 피가 뭉쳐서 생기는 막이다. 

## 같이 보기
- 괴사딱지(eschar): 화상 흉터에 생기는 큰 딱지
- 코딱지